# Малюгева къща
Малюгевата къща (на гръцки: Οικία Μαλιόγκα) е къща в град Сятища, Гърция.
Собственост е на семейство Малюгас. В 1966 година къщата е обявена за паметник на културата.